# It's All Coming Back to Me Now
It's All Coming Back to Me Now è una power ballad scritta da Jim Steinman, il quale fu ispirato dal romanzo Cime tempestose e dichiarò di essere stato un tentativo di scrivere "la canzone più appassionata e romantica" che potesse mai creare. La canzone fu registrata da un gruppo formato dallo stesso Steinman e composto da solo donne, le Pandora's Box.
In principio Meat Loaf volle registrare il brano, ma Steinman si rifiutò, perché lo vedeva come una "canzone femminile". Il quotidiano britannico The Sunday Times affermò: "Steinman protegge le sue canzoni come se fossero i suoi figli". Dopo il suo rifiuto, Jim fu portato in tribunale da Loaf, che perse la causa e si vide impedita la registrazione del brano. Dopo la sentenza del giudice, il gruppo delle Pandora's Box continuò a registrare la canzone, che successivamente fu incisa anche da Céline Dion. Tutto ciò stravolse Meat Loaf, perché avrebbe usato la canzone per un album che aveva programmato e che voleva intitolare Bat Out of Hell III. In alternativa Loaf disse che la canzone era destinata a Bat Out of Hell II e consegnata al cantante nel 1986, ma entrambi decisero di usare I'd Do Anything for Love (But I Won't Do That) per Bat II, e di conservare questa canzone per Bat III.
La canzone fu registrata in tre versioni principali. La prima versione apparve nell'album Original Sin delle Pandora's Box. Poi fu registrata da Céline Dion per il suo album Falling Into You ed ottenne un successo commerciale clamoroso raggiungendo la numero due della Billboard Hot 100 e la numero tre della classifica britannica dei singoli più venduti. La terza versione invece fu incisa da Meat Loaf in duetto con la cantante norvegese Marion Raven per Bat III e pubblicato come singolo nel 2006. Questa versione raggiunse la prima posizione solo in Norvegia e la numero due in Scozia.
Per ogni versione di It's All Coming Back to Me Now fu realizzato un videoclip musicale; tutti e tre hanno con tema ricorrente la morte, un tema suggerito durante il comunicato stampa della Virgin Records per l'uscita dell'album Original Sin, che diceva: "nelle canzoni di Steinman, i morti prendono vita e i vivi sono destinati a morire". Nel caso del videoclip della Dion, il tema riguarda più che altro l'amore perso.

## Inspirazione e contenuti
Influenzato dall'unico romanzo di Emily Brontë, Cime tempestose, Steinman paragonò la canzone a "Heathcliff che scavava il cadavere di Cathy e ballava con esso nella fredda luce lunare". Nel video promozionale Jim Steinman Opens Pandora's Box, dice che il romanzo:
(Jim Steinman - Jim Steinman Opens Pandora's Box)
In un'altra intervista, Steinman amplia il significato della canzone riguardante il "lato oscuro dell'amore":
(Jim Steinman - Jim Steinman On - "It's All Coming Back To Me Now")
Donald A. Guarisco di AllMusic definì la canzone "una ballad tormentata sulla perdita romantica e il rimpianto costruiti su una melodia di pianoforte spettrale ma struggente". Il tormento è presente nell'apertura della canzone,"There were nights when the wind was so cold" (C'erano notti in cui il vento era così freddo), da cui il cantante recupera sul verso "I finished crying in the instant that you left... And I banished every memory you and I had ever made" (Ho finito di piangere nell'istante in cui te ne sei andato... E ho bandito ogni ricordo che tu ed io avemmo mai fatto). Tuttavia, la provocazione nei versi è sostituita dal ritorno dei sentimenti "sottomessi" nel ritornello "when you touch me like this, and you hold me like that..." (quando mi tocchi in questo modo, e tu mi tratti così ...); questa giustapposizione continua per tutta la canzone. L'erotismo è implicito nei versi "There were nights of endless pleasure" (C'erano notti di piacere infinito) e "The flesh and the fantasies: all coming back to me" (La carne e le fantasie: tutto tornava a me). La canzone termina con una ripresa appassionata e tranquilla del coro. I critici hanno identificato come fonte d'ispirazione anche Wagner, di cui Steinman è un ammiratore. Specificando questa canzone, The Sunday Times scrisse che "il tema dell'opera di Wagner, Tristano e Isotta, con le sue passioni estreme e il suo amore ossessivo, informa tutto il suo lavoro migliore."
Un articolo del 2007 del Toronto Star afferma che It's All Coming Back to Me Now è stata scritta come "provino" di Steinman per il musical di Andrew Lloyd Webber, Sunset Boulevard.

## It's All Coming Back to Me Now(versione delle Pandora's Box)
Nel 1989, Jim Steinman produsse un concept album, Original Sin, con un gruppo di sole donne chiamato Pandora's Box. L'album presentava molte tracce che sarebbero poi state registrate da altri artisti, in particolare da Meat Loaf. Elaine Caswell è stata la vocalist principale di It's All Coming Back To Me Now, che crollò apparentemente cinque volte durante la sua registrazione. Da allora, la Caswell eseguì la canzone come parte del gruppo musicale The Dream Engine al Joe's Pub di New York.

### Registrazione e contenuti
La traccia fu registrata da Roy Bittan al pianoforte e da Steinman e Jeff Bova alle tastiere. Le chitarre sono state suonate da Eddie Martinez, con Steve Buslowe al basso e Jimmy Bralower alla batteria. Todd Rundgren si occupò dell'arrangiamento delle voci del coro, eseguite da Ellen Foley, Gina Taylor e Deliria Wilde. La canzone è stata pubblicata come singolo nel Regno Unito nell'ottobre 1989, ma raggiunse solo la posizione numero 51 nella classifica dei singoli più venduti. Nella recensione dell'album sulla rivista musicale Kerrang!, la canzone fu definita "atrocemente operistica".
Il lato B del singolo includeva l'assolo di pianoforte di Steven Margoshes, Pray Lewd (contenente elementi di It's All Coming Back to Me Now); il monologo di Steinman, I've Been Dreaming Up a Storm Lately e Requiem Metal, un campione della Messa da Requiem di Verdi; tutte queste tracce sono state tratte dall'album Original Sin.

### Videoclip musicale e pubblicazioni
Il videoclip musicale del singolo fu diretto da Ken Russell e girato ai Pinewood Studios nel Buckinghamshire. Steinman scrisse anche la sceneggiatura del video, basata sul segmento dell'ottavo episodio del film Aria, Nessun Dorma diretto dallo stesso Russell. Lo studioso Joseph Lanza descrive il video:
(Joseph Lanza - Phallic Frenzy: Ken Russell and His Films)
Jon Hotten del Classic Rock Magazine scrisse riguardo al videoclip:"la ragazza, vicina alla morte, viene curata da dei paramedici, fantasticando ed essendo sessualmente eccitata da un grosso pitone e contorcendosi su un letto che si illumina a tempo con la musica, mentre è circondata da un gruppo di ballerini confusi e seminudi". Quando il manager di Steinman vide il videoclip, affermò:"È un film porno!". Le riprese durarono due giorni ed ebbero un budget di £ 35.000 l'ora. Russell e Steinman progettarono addirittura una sequenza in cui un motociclista saliva i gradini di una chiesa locale, saltava fuori da in cima alle torrette e poi esplodeva; fortunatamente, i custodi della chiesa non diedero il permesso.

### Formati e tracce
CD Mini Singolo (Regno Unito) (Virgin: VSCDX 1216)
1. Jim Steinman – Requiem Metal (Arrangiato da Jim Steinman) – 0:50 (musica: Giuseppe Verdi)
2. Jim Steinman – I've Been Dreaming Up A Storm Lately – 3:03 (Steinman)
3. Pandora's Box – It's All Coming Back To Me Now (Unedited Version) – 8:22 (Steinman)
4. Steve Margoshes – Pray Lewd (Arrangiato da Steve Margoshes) – 3:38 (musica: Steinman)

LP Singolo 7" (Australia; Regno Unito) (Virgin: VS 1216)
1. It's All Coming Back To Me Now (Edited Version) – 5:88 (Steinman)
2. I've Been Dreaming Up A Storm Lately – 3:03 (Steinman)
3. Requiem Metal – 0:50 (musica: Verdi)

LP Singolo 7" (Germania) (Virgin: 112 703)
1. It's All Coming Back To Me Now (Edited Version) – 6:35 (Steinman)
2. I've Been Dreaming Up A Storm Lately – 3:03 (Steinman)
3. Requiem Metal – 0:50 (musica: Verdi)

LP Singolo 12" (Germania; Regno Unito) (Virgin: 612 703; Virgin: VST 1216)
1. It's All Coming Back To Me Now (Unedited Version) – 8:22 (musica: Steinman)
2. Pray Lewd (Arrangiato da Steve Margoshes) – 3:38 (musica: Steinman)
3. I've Been Dreaming Up A Storm Lately – 3:03 (Steinman)
4. Requiem Metal (Arrangiato da Jim Steinman) – 0:50 (musica: Verdi)

### Classifiche
| Classifica                                   | Posizione massima raggiunta |
| -------------------------------------------- | --------------------------- |
| Regno Unito (Official Singles Chart Top 100) | 51                          |

### Crediti e personale
Personale
- Arrangiamento cori - Todd Rundgren
- Basso - Steve Buslowe
- Batteria - Jim Bralower
- Cantante - Elaine Caswell
- Chitarre - Eddie Martinez
- Cori - Ellen Foley, Gina Taylor, Deliria Wilde
- Ingegnere del suono - Larry Alexander
- Mixato da - Larry Alexander
- Musica di - Jim Steinman
- Pianoforte - Roy Bittan
- Produttore - Jim Steinman
- Programmato da - Jim Bralower
- Programmazione sintetizzatore - Jeff Bova
- Tastiere - Jeff Bova, Jim Steinman
- Testi di - Jim Steinman

### Cronologia di rilascio
| Paese       | Data           | Formato                |
| ----------- | -------------- | ---------------------- |
| Australia   | 1989           | Vinile (7")            |
| Germania    | 1989           | Vinile (7"), (12")     |
| Regno Unito | 1989           | CD Mini • Vinile (12") |
| Regno Unito | 2 ottobre 1989 | Vinile (7")            |

## It's All Coming Back to Me Now(versione di Céline Dion)
It's All Coming Back to Me Now è la traccia che apre Falling into You, il terzo album in studio in inglese della cantante canadese Céline Dion. Questa versione fu prodotta da Jim Steinman insieme a Steven Rinkoff e Roy Bittan. I cori furono attuati dai collaboratori di Meat Loaf e del suo album Bat Out of Hell e furono arrangiati da Todd Rundgren.
Il brano fu rilasciato come terzo singolo promozionale il 22 luglio 1996 negli Stati Uniti e in Canada e nell'ottobre dello stesso anno in Europa. Il singolo è stato pubblicato con altri brani come The Power of the Dream, Le fils de Superman, Fly, To Love You More e una versione live di Where Does My Heart Beat Now. Altri singoli contenevano anche delle versioni remix-dance di It's All Coming Back to Me Now, prodotte da Love To Infinity e Tony Moran.

### Videoclip musicale
Nigel Dick diresse il videoclip musicale della cover incisa da Céline, con Simon Archer come direttore della fotografia e Jaromir Svarc come direttore artistico. Il video fu girato tra il 29 giugno e il 3 luglio 1996 nel palazzo estivo di Ploskovice degli imperatori austriaci e nei Barandov Studios di Praga. Le scene legate al castello di Ploskovice sono quelle esterne.  Il videoclip fu rilasciato nel luglio 1996. Di questo video musicale esistono due versioni, la versione completa che dura circa 7 minuti e 44 secondi e la versione singolo che ha una durata di circa 6:00 minuti. Entrambi sono stati inclusi nella raccolta video di Céline Dion del 2001 All the Way ... A Decade of Song & Video.
Il videoclip si apre con un uomo che viene buttato giù dalla sua moto, dopo che un fulmine ha colpito un albero lungo il suo percorso finendo per ucciderlo nel tragitto. Il personaggio di Céline Dion è perseguitato dall'immagine del suo amante, che vede attraverso uno specchio, e le immagini di loro insieme attraverso le cornici. Ci sono somiglianze stilistiche con il video di Russell Mulcahy, regista che diresse il videoclip del brano Total Eclipse of the Heart scritto dallo stesso Steinman e interpretato da Bonnie Tyler, infatti Slant Magazine definisce il videoclip di Dick un aggiornamento di quello diretto da Mulcahy.

### Recensioni da parte della critica
La cover della Dion fu molto acclamata dalla critica internazionale. Il Calgary Sun scrisse:"La canzone è indubbiamente il momento clou della sua carriera discografica in lingua inglese. Le voci esagerate di Céline Dion si librano in volo intorno all'epico e ostentato arrangiamento di Steinman. Non sorprende che tutto il resto che segue ... impallidisce a confronto." L'Eye Weekly di Toronto scrisse che "l'assenza fatale dell'ultimo disco di Meat Loaf è finalmente giustificata", mentre The Miami Herald dichiarò: "la Dion tira fuori un paio di ballpark ... la canzone contiene sette minuti di bomba Wagneriana, accordi di un pianoforte a tuono ed emulazione che avvizzirebbero una diva dell'opera. Certo, è esagerato ma è appassionato e musicale." Il senior editor di AllMusic, Stephen Thomas Erlewine, elogiò l'interpretazione della Dion scrivendo:"brilla su finte epopee come la It's All Coming Back To Me Now di Jim Steinman". Stephen Holden del The New York Times ha scritto al riguardo:"Il melodramma culmina con due produzioni esagerate di Jim Steinman: It's All Coming Back To Me Now, un romantico flashback pieno di tuoni..." Dave Sholin del Gavin Report scrisse:"Su questa pista, lo stile drammatico di Jim Steinman si fonde perfettamente con la sua potente voce, conferendo a questa produzione una qualità incredibilmente appassionata."
Altre recensioni sono state meno entusiaste. Dopo aver etichettato la Dion come "una maniaca di Madonna che incontra Meat Loaf", The Vancouver Sun definì la canzone "intensamente auto indulgente, pomposamente autoritario e mediocre oltre ogni immaginazione" e "infinita". The Ottawa Sun la chiamò "una turgida collaborazione", mentre The Toronto Sun, per coincidenza, disse che "suona come un rifiuto di Meat Loaf".Are recensioni sono state meno entusiaste. Dopo aver etichettato la Dion come "una maniaca di Madonna che incontra Meat Loaf", The Vancouver Sun definì la canzone "intensamente auto indulgente, pomposamente autoritario e mediocre oltre ogni immaginazione" e "infinita". The Ottawa Sun la chiamò "una turgida collaborazione", mentre The Toronto Sun scrisse che "suona come un rifiuto di Meat Loaf". La recensione di Jose F. Promis di AllMusic è molto varia perché definisce la versione originale "vertiginosa, nervosa e rimbalzante", mentre nelle versioni remix dance "sembra come se la Dion stesse cantando da sott'acqua e un potere invisibile la stia costringendo a scendere."
Secondo il The Sunday Times, Andrew Lloyd Webber dichiarò a Steinman che questa è stata "la più grande canzone d'amore mai scritta" e che la versione di Céline Dion:"sarà la registrazione del millennio".

### Successo commerciale
It's All Coming Back to Me Now dopo il suo rilascio ottenne un ottimo successo commerciale in America. Il 26 ottobre 1996 il singolo raggiunse la seconda posizione della Billboard Hot 100  e rimase in classifica trenta settimane. Fece meglio nella Billboard Hot Adult Contemporary Tracks, dove si posizionò in prima posizione rimanendovi per cinque settimane consecutive. Il primo posto fu raggiunto anche nelle classifiche Hot 100 Airplay (due settimane) e Mainstream Top 40 (una settimana). Il 4 ottobre 1996 la canzone fu certificata disco di platino dalla RIAA.
In Canada il singolo fu primo sia nella 100 Hit Tracks sia nella Adult Contemporary Tracks, classifiche stilate entrambe dalla rivista musicale RPM. Secondo Nielsen SoundScan, sistema di tracciatura delle vendite musicali americane, It's All Coming Back to Me Now raggiunse la seconda posizione della classifica dei singoli più venduti in Canada.
In Europa il singolo raggiunse la prima posizione solo nella classifica del Belgio fiammingo, rimanendovi per cinque settimane consecutive mentre nel resto del continente si posizionò in top ten. Nel Regno Unito la canzone raggiunse la numero tre e in Irlanda occupò la seconda posizione. In Germania il singolo entrò molto tardi in classifica rispetto ad altri paesi e non ottenne un buon successo posizionandosi alla numero 62.
In Australia e Nuova Zelanda It's All Coming Back to Me Now raggiunse l'ottava posizione delle classifiche e fu certificato disco d'oro in entrambi i paesi. Il singolo ottenne il disco d'oro anche in Belgio e Regno Unito.

### Interpretazioni dal vivo e pubblicazioni
It's All Coming Back to Me Now è stata interpretata dal vivo in molte occasioni televisive e concertistiche. Il 15 luglio 1996 Céline la cantò al The Tonigh Show with Jay Leno. Il brano sin dalla sua pubblicazione è diventato uno dei più importanti successi della carriera discografica di Céline Dion tanto da essere interpretata in ogni suo concerto o tour. It's All Coming Back to Me Now è stata cantata anche durante i residency show di Las Vegas: A New Day... e Celine. Alcune performance sono state registrate e pubblicate in molti album e video live della cantante canadese come: Live in Memphis (1998), A New Day... Live in Las Vegas (2004), Live in Las Vegas: A New Day... (2007), Taking Chances World Tour: The Concert (2010) e Céline une seule fois / Live 2013 (2014).
La canzone fu pubblicata anche nella raccolta All the Way ... A Decade of Song, ma in versione radio e nel 2008 fu inclusa anche nel greatest hits My Love: Essential Collection.

### Formati e tracce
CD Singolo Promo (Argentina) (Columbia: 2-000254)
1. Estoy Recordando Toda Ahora (It's All Coming Back to Me Now) – 7:36 (Jim Steinman)

CD Singolo (Australia) (Epic: 663526 2)
1. It's All Coming Back to Me Now (Radio Edit) – 5:30 (Steinman)
2. To Love You More – 5:29 (David Foster, Junior Miles)
3. Where Does My Heart Beat Now (Live Version) – 5:08 (testo: Robert White Johnson – musica: Taylor Rhodes)
4. Fly – 2:57 (testo: Phil Galdston – musica: Jean-Jacques Goldman)

CD Maxi Singolo (Australia; Brasile) (Epic: 663919 2; Epic: 44.019/2.663616)
1. It's All Coming Back to Me Now (Classic Paradise Radio Mix #1) – 4:20 (Steinman)
2. It's All Coming Back to Me Now (Classic Paradise Radio Mix #2) – 3:47 (Steinman)
3. It's All Coming Back to Me Now (The Moran Anthem 7" Edit) – 4:20 (Steinman)
4. It's All Coming Back to Me Now (Classic Paradise Mix) – 8:12 (Steinman)
5. It's All Coming Back to Me Now (The Moran Anthem Mix Pt. 1) – 10:32 (Steinman)

CD Singolo (Canada; Corea del Sud) (Columbia: 38K 78345; Columbia: CPK-1734)
1. It's All Coming Back to Me Now – 5:27 (Steinman)
2. The Power of the Dream – 4:31 (Foster, Babyface, Linda Thompson)

CD Singolo (Europa) (Columbia: 663616 1; Columbia: COL 663616 9)
1. It's All Coming Back to Me Now – 5:27 (Steinman)
2. The Power of the Dream – 4:30 (Foster, Babyface, Thompson)

CD Singolo (Europa) (Columbia: COL 663616 5; Columbia: COL 663616 2)
1. It's All Coming Back to Me Now (Radio Edit) – 5:27 (Steinman)
2. The Power of the Dream – 4:30 (Foster, Babyface, Thompson)
3. Fly – 2:58 (testo: Galdston – musica: Goldman)
4. Where Does My Heart Beat Now – 5:30 (testo: Johnson – musica: Rhodes)

CD Maxi Singolo (Europa; Regno Unito) (Columbia: COL 663616 8; Epic: 663711 5)
1. It's All Coming Back to Me Now (Album Version) – 7:37 (Steinman)
2. It's All Coming Back to Me Now (Classic Paradise Mix) – 8:17 (Steinman)
3. It's All Coming Back to Me Now (Prophet Mix) – 7:04 (Steinman)
4. It's All Coming Back to Me Now (Aphrodisiac Mix) – 7:47 (Steinman)
5. It's All Coming Back to Me Now (Amnesia Mix) – 7:33 (Steinman)

CD Singolo Promo (Messico) (Epic: PRCD 96744)
1. It's All Coming Back to Me Now (Album version) – 7:37 (Steinman)
2. It's All Coming Back to Me Now (Radio Edit) – 5:27 (Steinman)

CD Singolo Promo (Regno Unito) (Epic: XPCD 2076)
1. It's All Coming Back to Me Now – 5:27 (Steinman)

CD Singolo (Regno Unito) (Epic: 663711 2)
1. It's All Coming Back to Me Now (Radio Edit) – 5:27 (Steinman)
2. Le fils de Superman – 4:35 (testo: Luc Plamondon – musica: Germain Gauthier)
3. Fly – 2:58 (testo: Galdston – musica: Goldman)
4. The Power of the Dream – 4:31 (Foster, Babyface, Thompson)

CD Singolo Promo (Stati Uniti) (550 Music: BSK 8194)
1. It's All Coming Back to Me Now (Radio Edit 1) – 5:27 (Steinman)
2. It's All Coming Back to Me Now (Radio Edit 2) – 6:03 (Steinman)
3. It's All Coming Back to Me Now (Album version) – 7:42 (Steinman)

CD Singolo (Stati Uniti) (550 Music: 36K 78345)
1. It's All Coming Back to Me Now – 5:27 (Steinman)
2. The Power of the Dream – 4:31 (Foster, Babyface, Thompson)

CD Maxi Singolo (Stati Uniti) (550 Music: 46K 78377)
1. It's All Coming Back to Me Now (Classic Paradise Radio Mix #1) – 4:20 (Steinman)
2. It's All Coming Back to Me Now (Classic Paradise Radio Mix #2) – 3:47 (Steinman)
3. It's All Coming Back to Me Now (The Moran Anthem 7" Edit) – 4:20 (Steinman)
4. It's All Coming Back to Me Now (Classic Paradise Mix) – 8:12 (Steinman)
5. It's All Coming Back to Me Now (The Moran Anthem Mix Pt. 1) – 10:32 (Steinman)

CD Maxi Singolo (Sudafrica) (Columbia: CDSIN 117 I)
1. It's All Coming Back to Me Now (Radio Edit) – 5:27 (Steinman)
2. The Power of the Dream – 4:30 (Foster, Babyface, Thompson)
3. Fly – 2:58 (testo: Galdston – musica: Goldman)
4. Where Does My Heart Beat Now (Live) – 5:30 (testo: Johnson – musica: Rhodes)

LP Singolo 7" (Stati Uniti) (550 Music: 36 78345)
1. It's All Coming Back to Me Now (Radio Edit 1) – 5:27 (Steinman)
2. The Power of the Dream – 4:31 (Foster, Babyface, Thompson)

LP Singolo 12" (Francia) (Columbia: COL 663616 6)
1. It's All Coming Back to Me Now (Album Version) – 7:37 (Steinman)
2. It's All Coming Back to Me Now (Classic Paradise Mix) – 8:17 (Steinman)
3. It's All Coming Back to Me Now (Prophet Mix) – 7:04 (Steinman)
4. It's All Coming Back to Me Now (Aphrodisiac Mix) – 7:47 (Steinman)
5. It's All Coming Back to Me Now (Amnesia Mix) – 7:33 (Steinman)

LP Singolo Promo 12" (Regno Unito) (Epic: XPR 3069)
1. It's All Coming Back to Me Now (Classic Paradise Mix) – 8:12 (Steinman)
2. It's All Coming Back to Me Now (Aphrodisiac Mix) – 7:47 (Steinman)

LP Singolo Promo 12" (Stati Uniti) (550 Music: BAS 8194)
1. It's All Coming Back to Me Now (Classic Paradise Mix) – 8:12 (Steinman)
2. It's All Coming Back to Me Now (Amnesia Mix) – 7:37 (Steinman)
3. It's All Coming Back to Me Now (The Moran Anthem Mix) – 14:38 (Steinman)

LP Singolo Promo 12" (Stati Uniti) (550 Music: BAS 8716)
1. It's All Coming Back to Me Now (The Moran Breakdown Dub) – 9:22 (Steinman)
2. It's All Coming Back to Me Now (Prophet Mix) – 7:01 (Steinman)
3. It's All Coming Back to Me Now (Aphrodisiac Mix) – 7:47 (Steinman)
4. It's All Coming Back to Me Now (The Moran Virtuous Dub) – 8:25 (Steinman)

LP Singolo 12" (Stati Uniti) (550 Music: 46 78377)
1. It's All Coming Back to Me Now (Classic Paradise Mix) – 8:12 (Steinman)
2. It's All Coming Back to Me Now (The Moran Breakdown Dub) – 9:22 (Steinman)
3. It's All Coming Back to Me Now (The Moran Anthem Mix Pt. 1) – 10:32 (Steinman)
4. It's All Coming Back to Me Now (Amnesia Mix) – 7:37 (Steinman)

MC Singolo (Australia) (Epic: 663526 8)
1. It's All Coming Back to Me Now (Radio Edit) – 5:30 (Steinman)
2. To Love You More – 5:29 (Foster, Miles)
3. Where Does My Heart Beat Now (Live Version) – 5:08 (testo: Johnson – musica: Rhodes)
4. Fly – 2:57 (testo: Galdston – musica: Goldman)

MC Singolo (Regno Unito; Stati Uniti) (Epic: 663711 4; 550 Music: 36T 78345)
1. It's All Coming Back to Me Now (Radio Edit) – 5:27 (Steinman)
2. The Power of the Dream – 4:31 (Foster, Babyface, Thompson)

### Versioni ufficiali
Il brano è stato pubblicato in varie versioni remix-dance, prodotte sia dal trio britannico Love To Infinity che dal disc jockey americano Tony Moran:
- It's All Coming Back to Me Now (Album Version) – 7:37
- It's All Coming Back to Me Now (Album Version) – 7:42
- It's All Coming Back to Me Now (Amnesia Mix) – 7:37
- It's All Coming Back to Me Now (Aphrodisiac Mix) – 7:47
- It's All Coming Back to Me Now (Classic Paradise Mix) – 8:12
- It's All Coming Back to Me Now (Classic Paradise Mix) – 8:17
- It's All Coming Back to Me Now (Classic Paradise Radio Mix #1) – 4:20
- It's All Coming Back to Me Now (Classic Paradise Radio Mix #2) – 3:47
- It's All Coming Back to Me Now (Prophet Mix) – 7:04

- It's All Coming Back to Me Now (Radio Edit) – 5:30
- It's All Coming Back to Me Now (Radio Edit 1) – 5:27
- It's All Coming Back to Me Now (Radio Edit 2) – 6:03
- It's All Coming Back to Me Now (The Moran Anthem 7" Edit) – 4:20
- It's All Coming Back to Me Now (The Moran Anthem Mix) – 14:38
- It's All Coming Back to Me Now (The Moran Anthem Mix Pt. 1) – 10:32
- It's All Coming Back to Me Now (The Moran Breakdown Dub) – 9:22
- It's All Coming Back to Me Now (The Moran Virtuos Dub) – 8:25

### Classifiche

#### Classifiche settimanali
| Classifica (1996-2018)                                 | Posizione massima raggiunta |
| ------------------------------------------------------ | --------------------------- |
| Australia (ARIA)                                       | 8                           |
| Belgio Fiandre (Ultratop 50)                           | 1                           |
| Belgio Vallonia (Ultratop 50)                          | 10                          |
| Canada (RPM 100 Hit Tracks)                            | 1                           |
| Canada (RPM Adult Contemporary Tracks)                 | 1                           |
| Canada (Canadian Singles Chart)                        | 2                           |
| Europe (Eurochart Hot 100 Singles)                     | 8                           |
| Francia (SNEP)                                         | 13                          |
| Germania (Media Control Charts)                        | 62                          |
| Irlanda (IRMA)                                         | 2                           |
| Islanda (Íslenski Listinn Topp 40)                     | 6                           |
| Nuova Zelanda (The Official NZ Music Charts)           | 8                           |
| Paesi Bassi (Dutch Top 40)                             | 4                           |
| Paesi Bassi (Single Top 100)                           | 5                           |
| Regno Unito (Official Singles Chart Top 100)           | 3                           |
| Scozia (Official Scottish Singles Sales Chart Top 100) | 4                           |
| Svezia (Sverigetopplistan)                             | 19                          |
| Stati Uniti (Billboard Adult Top 40)                   | 2                           |
| Stati Uniti (Billboard Dance Club Songs)               | 15                          |
| Stati Uniti (Billboard Hot 100)                        | 2                           |
| Stati Uniti (Billboard Hot 100 Airplay)                | 1                           |
| Stati Uniti (Bilboard Hot Adult Contemporary Tracks)   | 1                           |
| Stati Uniti (Billboard Mainstream Top 40)              | 1                           |
| Stati Uniti (Billboard Rhythmic Songs)                 | 16                          |
| Ungheria (Mahasz)                                      | 39                          |

#### Classifiche di fine anno
| Classifica (1996)                                               | Posizione |
| --------------------------------------------------------------- | --------- |
| Australia (ARIA)                                                | 42        |
| Belgio Fiandre (Ultratop Singles jaaroverzichten 1996)          | 19        |
| Belgio Vallonia (Ultratop Singles rapports annuels 1996)        | 57        |
| Canada (RPM Year End - Top 100 Hit Tracks)                      | 17        |
| Canada (RPM Year End - Top 100 Adult Contemporary Tracks)       | 3         |
| Paesi Bassi (Dutch Charts Jaaroverzichten - Single 1996)        | 29        |
| Paesi Bassi (Single Top 100 Van 1996)                           | 20        |
| Regno Unito (Official Singles Charts - 1996)                    | 35        |
| Stati Uniti (Billboard Hot 100 Singles)                         | 18        |
| Stati Uniti (Billboard Hot 100 Singles Airplay)                 | 20        |
| Stati Uniti (Billboard Hot 100 Singles Sales)                   | 21        |
| Stati Uniti (Billboard Hot Adult Contemporary Singles & Tracks) | 22        |
| Stati Uniti (Billboard Hot Adult Top 40 Singles & Tracks )      | 25        |
| Classifica (1997)                                               | Posizione |
| Francia (SNEP, Classement Singles - année 1997)                 | 94        |
| Stati Uniti (Billboard Hot 100 Singles)                         | 50        |
| Stati Uniti (Billboard Hot 100 Singles Airplay)                 | 47        |
| Stati Uniti (Billboard Hot Adult Contemporary Singles & Tracks) | 22        |

#### Classifiche di fine decennio
| Classifica (1990-1999)                              | Posizione |
| --------------------------------------------------- | --------- |
| Stati Uniti (Billboard Hot 100 Singles of the '90s) | 77        |

### Crediti e personale
Registrazione
- Registrato a The Hit Factory di New York City

Personale
- Arrangiamento pianoforte - Roy Bittan
- Arrangiato da - Jeff Bova, Jimmy Bralower, Jim Steinman
- Arrangiatore cori - Todd Rundgren
- Cori - Ellen Foley, Todd Rundgren, Gina Taylor, Deliria Wilde
- Cori aggiuntivi - Louise Bailey, Melanie Williams
- Mixato da - Tony Phillips
- Musica di - Jim Steinman
- Produttore - Jim Steinman
- Produttore aggiuntivo - Roy Bittan, Steven Rinkoff
- Produttore aggiuntivo (remix) - Love To Infinity, Tony Moran
- Produttore esecutivo - John Doelp, Vito Luprano
- Programmazione tastiere - Sir Mac of Quayle
- Registrato da - Roy Bittan
- Testi di - Jim Steinman

### Cronologia di rilascio
| Paese         | Data             | Formato                                |
| ------------- | ---------------- | -------------------------------------- |
| Australia     | 1996             | CD • Musicassetta                      |
| Australia     | 28 novembre 1996 | CD Maxi                                |
| Brasile       | 1996             | CD Maxi                                |
| Canada        | 1996             | CD                                     |
| Corea del Sud | 1996             | CD                                     |
| Europa        | 1996             | CD                                     |
| Francia       | 1996             | Vinile (12")                           |
| Regno Unito   | 1996             | CD • Musicassetta                      |
| Stati Uniti   | 1996             | CD • Musicassetta • Vinile (7"), (12") |
| Sudafrica     | 1996             | CD Maxi                                |

## It's All Coming Back to Me Now(versione di Meat Loaf e Marion Raven)
It's All Coming Back to Me Now fu registrata anche da Meat Loaf in duetto con la cantautrice norvegese Marion Raven. Il brano fu inserito nell'album Bat Out of Hell III: The Monster Is Loose del 2006 e fu prodotto da Desmond Child. La Mercury Records lo rilasciò come primo singolo promozionale in Europa e negli Stati Uniti nell'ottobre 2006.

### Contenuti
Loaf ha sempre dichiarato nelle sue interviste che la canzone doveva essere cantata in duetto. Quando decise di incidere una propria versione fu scelta Marion Raven, una cantautrice norvegese che aveva già lavorato con il produttore del brano Desmond Child, produttore del suo primo album da solista Here I Am (2006). La Raven fu scelta anche per il timbro della sua voce che contrastava nettamente quella di Loaf. Riguardo al suo duetto con Marion, Meat dichiarò:"Credo che la versione che io e Marion Raven abbiamo fatto su questo album sia la versione definitiva." 

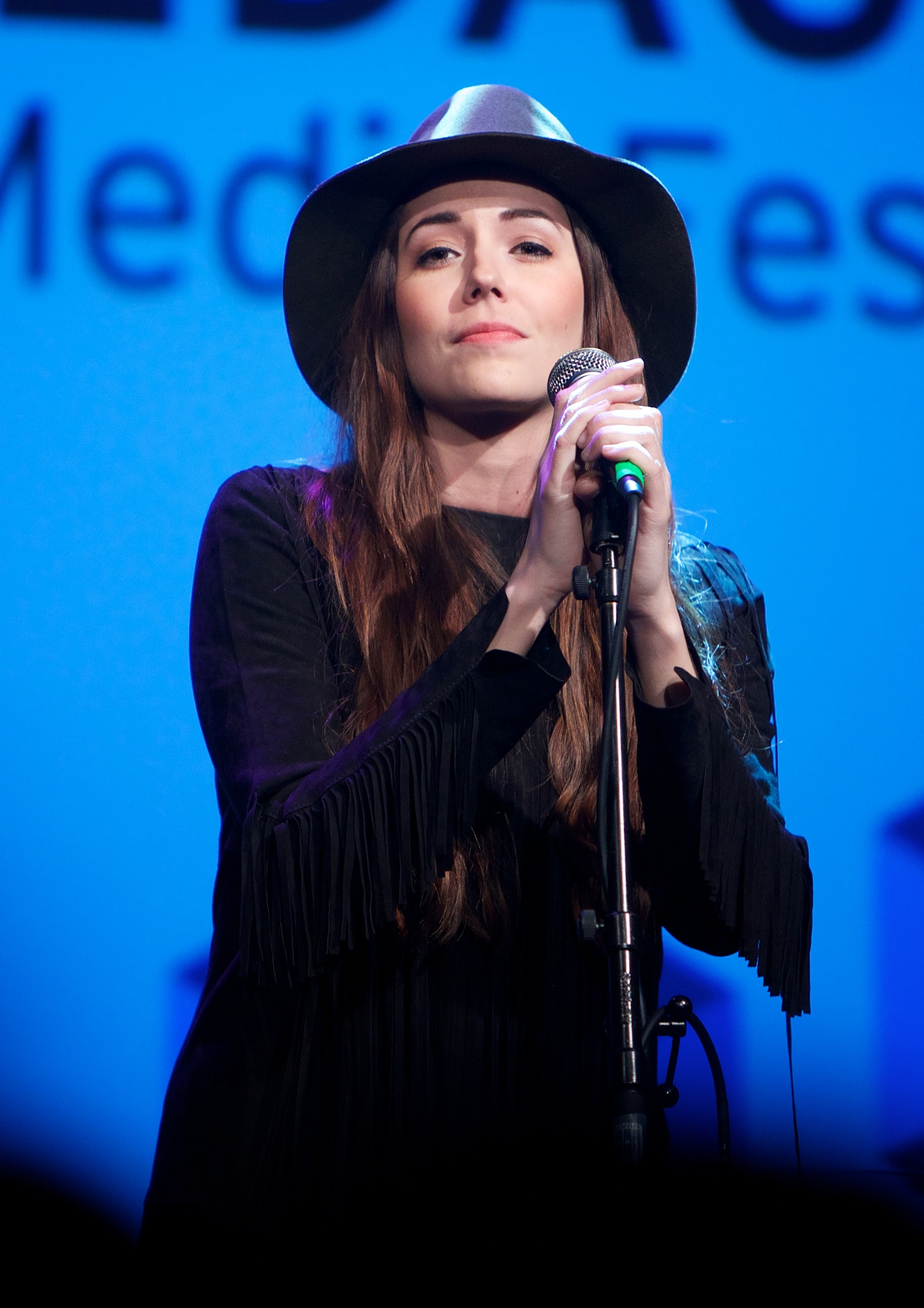
Marion Raven fu scelta da Meat Loaf per duettare sul brano It's All Coming Back to Me Now

Il cantante confessò di aver pianto quando sentì per la prima volta questa canzone dicendo:"è l'unica volta che è successo". Meat dichiarò che il brano scritto da Steinman si riferisce alla loro lunga amicizia e alle emozioni che tornavano ogni volta che lavoravano insieme. In un'intervista al quotidiano australiano Herald Sun dichiarò:"Avevamo avuto un sacco di problemi con i dirigenti nei primi anni '80 e all'improvviso dopo cinque anni abbiamo iniziato a comunicare. Dopo essere stato a casa sua, mi mandò la canzone, ed era It's All Coming Back Me Me. Non il verso "When you kiss me like that" (Quando mi baci in quel modo), ma la connessione emotiva. Non deve essere letterale."
Nel testo della cover di Loaf è stata sostituita la parola "nights" (notti) con "lights" (luci) nel verso "There were nights of endless pleasure" (C'erano notti di piacere senza fine). Anche questa versione fu pubblicata con due durate diverse: versione radiofonica (Radio Edit) e versione album. Il finale della versione radiofonica è diverso perché si conclude con un ulteriore "We forgive and forget and it's all coming back to me now" (Noi perdoniamo e dimentichiamo e tutto sta tornando da me ora). La versione dell'album termina con la voce femminile che sussurra "And if we..." (E se noi ...) seguita da quattro note di piano, simile a quelle registrate dalle Pandora's Box e da Céline Dion.

### Videoclip musicale
Per il brano fu realizzato anche un videoclip musicale diretto da P. R. Brown e presentato in anteprima su VH1 Classic l'8 agosto 2006. Tra il videoclip della versione di Loaf e quello della versione di Céline Dion ci sono delle similitudini, ovvero il fatto di essere perseguitatati dai propri amanti. Il video diretto da Brown è strutturato diversamente, tuttavia con la storia raccontata attraverso il flashback. Le scene in cui il personaggio interpretato da Raven mostrano una persona viva presentano una distinta colorazione gialla, mentre con una tinta più scura e blu si mostra una figura morta. Nella versione della Dion il motociclista muore prima del primo verso della canzone, invece l'incidente di Raven e la conseguente morte non viene mostrata fino all'ultimo ritornello. Nel videoclip Meat Loaf si arrabbia con la cantante perché il suo fantasma appare in un ballo in maschera a cui partecipano. Alcuni recensori paragonaro il video musicale a Eyes Wide Shut, film di Stanley Kubrick

### Successo commerciale e di critica
Il 22 ottobre 2006 il singolo entrò nella classifica del Regno Unito direttamente alla numero sei, la posizione più alta che Meat Loaf raggiunse nella classifica britannica dopo I'd Lie for You (And That's the Truth), brano salito in seconda posizione nel 1995. La canzone raggiunse la prima posizione in Norvegia e la numero sette in Germania. La critica fu generalmente positiva; The Guardian affermò che la canzone è "apparentemente una riflessione sull'amore, ma impregnata dalla delicatezza delle portaerei che si scontrano in mare."

### Pubblicazioni e interpretazioni dal vivo
La traccia fu resa disponibile in anteprima per il download digitale su iTunes nel Regno Unito nell'agosto 2006, prima della sua pubblicazione avvenuta il 16 ottobre. Il CD singolo include la canzone Black Betty, con l'edizione limitata 7" con il brano Whore, un duetto rock con Patti Russo, ed è stato anche pubblicato come singolo DVD. La versione dell'album fu resa disponibile sui social network Myspace di Meat Loaf e di Marion Raven in agosto, con la versione singolo riprodotta durante alcune delle loro interviste promozionali, come quella su BBC Radio 2. La copertina del singolo è stata realizzata da Julie Bell, che è anche l'artista per l'album Bat out Of Hell III.
Marion Raven nel 2007 aprì tutti i concerti europei del The Seize the Night Tour, tournée di Meat Loaf, promuovendo il suo album Set Me Free. Meat Loaf la presentava anche per duettare su It's All Coming Back To Me Now. Una di queste performance fu registrata e pubblicata sul DVD, 3 Bats Live.

### Formati e tracce
CD Singolo Promo (Europa; Paesi Bassi) (Mercury: BATCJ 2; Mercury: nash promo 01047)
1. It's All Coming Back to Me Now (feat. Marion Raven) – 4:12 (Jim Steinman)

CD Singolo (Europa) (Mercury: 1707714)
1. It's All Coming Back to Me Now (feat. Marion Raven) – 4:15 (Steinman)
2. Whore – 3:57 (Jason Mackenroth, Jim Wilson, Markus Blake Junca)

CD Singolo (Europa) (Mercury: 1713108)
1. It's All Coming Back to Me Now (feat. Marion Raven) (Radio Edit) – 4:15 (Steinman)
2. It's All Coming Back to Me Now (feat. Marion Raven) (Album Version) – 6:06 (Steinman)
3. Whore – 3:57 (Mackenroth, Wilson, Junca)
4. Black Betty – 3:00 (Huddie Ledbetter)

CD/DVD Singolo Limited Edition (Europa) (Mercury: MEATSC1)
- CD

1. It's All Coming Back to Me Now (feat. Marion Raven) – 4:15 (Steinman)
2. Whore – 3:57 (Mackenroth, Wilson, Junca)

- DVD

1. It's All Coming Back to Me Now (feat. Marion Raven) (Video) – 5:17

DVD Singolo (Europa) (Mercury: 1707715)
1. It's All Coming Back to Me Now (feat. Marion Raven) (Video) – 5:17

CD Singolo Promo (Stati Uniti) (Virgin: 0946 3 70944 2 6)
1. It's All Coming Back to Me Now (feat. Marion Raven) – 4:32 (Steinman)
2. It's All Coming Back to Me Now (feat. Marion Raven) – 4:59 (Steinman)

LP Singolo 7" (Europa) (Mercury: 1707713)
1. It's All Coming Back to Me Now (feat. Marion Raven) – 4:15 (Steinman)
2. Black Betty – 3:00 (Ledbetter)

### Classifiche

#### Classifiche settimanali
| Classifica (2006)                                      | Posizione massima raggiunta |
| ------------------------------------------------------ | --------------------------- |
| Austria (Ö3 Austria Top 40)                            | 17                          |
| Germania (Media Control Charts)                        | 7                           |
| Norvegia (VG-lista)                                    | 1                           |
| Paesi Bassi (Dutch Top 40)                             | 26                          |
| Paesi Bassi (Single Top 100)                           | 15                          |
| Regno Unito (Official Singles Chart Top 100)           | 6                           |
| Scozia (Official Scottish Singles Sales Chart Top 100) | 2                           |
| Svizzera (Schweizer Hitparade)                         | 21                          |

#### Classifiche di fine anno
| Classifica (2006)                             | Posizione |
| --------------------------------------------- | --------- |
| Germania (Top 100 Single-Jahrescharts)        | 85        |
| Regno Unito (The Official Singles Chart 2006) | 151       |

### Crediti e personale
- Arrangiamento di - David Campbell
- Arrangiamento cori - Todd Rundgren
- Basso - Kasim Sulton
- Batteria - Victor Indrizzo
- Chitarra - Eric Bazilian, Randy Flowers, Corky James, David Levita, Dan Warner
- Cori - Desmond Child, John Gregory, Storm Lee,  Olsson, Keely Pressly, Todd Rundgren, Kasim Sulton, Eric Troyer
- Direttore d'orchestra - David Campbell
- Musica di - Jim Steinman
- Organo - Mark Alexander
- Percussioni - Kenny Aronoff
- Pianoforte - Matt Rollings
- Produttore - Desmons Child
- Testi di - Jim Steinman

### Cronologia di rilascio
| Paese  | Data            | Formato                   |
| ------ | --------------- | ------------------------- |
| Europa | 2006            | CD • CD/DVD • Vinile (7") |
| Europa | 16 ottobre 2006 | DVD                       |